# Мавзолей Скандербега

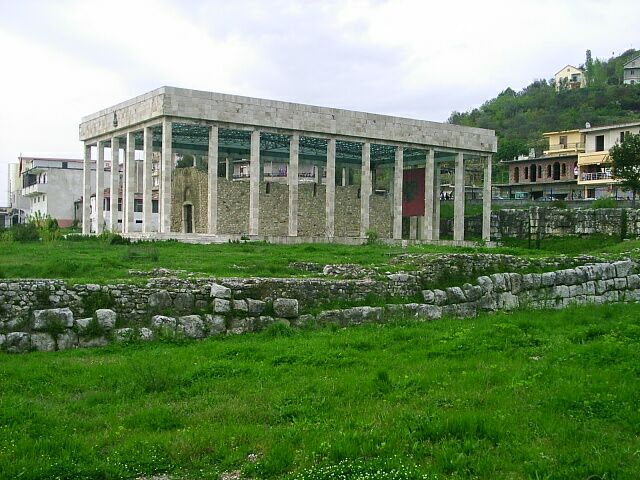
Руины мечети Селима внутри мавзолея

Мавзолей Скандербега — музейный комплекс вокруг руин мечети Селима (албанский: Xhamia е Selimies), исторической мечети, построенной на месте церкви Святого Николая, где был захоронен национальный герой Албании Скандербег. Находится в Леже.

## История
Мечеть названа в честь османского султана Селима I. Построена на развалинах церкви Святого Николая, от которой в настоящее время сохранились апсида, три окна, входная арка, восстановлены фрески и внутреннее убранство.
В 1444 году в этой церкви была основана «Лежская лига» — объединение албанских князей для борьбы против османских завоевателей. Здесь же был похоронен её предводитель Скандербег. Урон, нанесённый им Османской империи, был таким, что, когда османы нашли его могилу в церкви, то открыли её и сделали амулеты из костей, считая, что это придаст храбрость владельцу
От мечети до настоящего времени дошли остатки дикки, михраба и руины большого минарета. Сама церковь была перестроена османами на новом месте в качестве жеста толерантности по отношению к христианам.
Храм был построен в XIV веке. В XV веке он получил статус кафедрального собора. В качестве мечети он действовал c XVII по XVIII века. Постройка представляла собой базилику длиной 17 м и шириной 8 м.
Мечеть Селима была одной из последних средневековых построек в Леже и была утрачена во время диктатуры Энвера Ходжи, который уничтожил все мечети в городе. Минарет мечети был снесён, купол разрушен. Вокруг мечети был построен мавзолей Скандербега, открытие которого состоялось 23 сентября 1981 года.
В экспозиции мавзолея представлены реплики меча и шлемы Скандербега и его бюст. Позади бюста вывешен флага Албании, который ведёт происхождение от герба Скандербега.